# Renée Elise Goldsberry

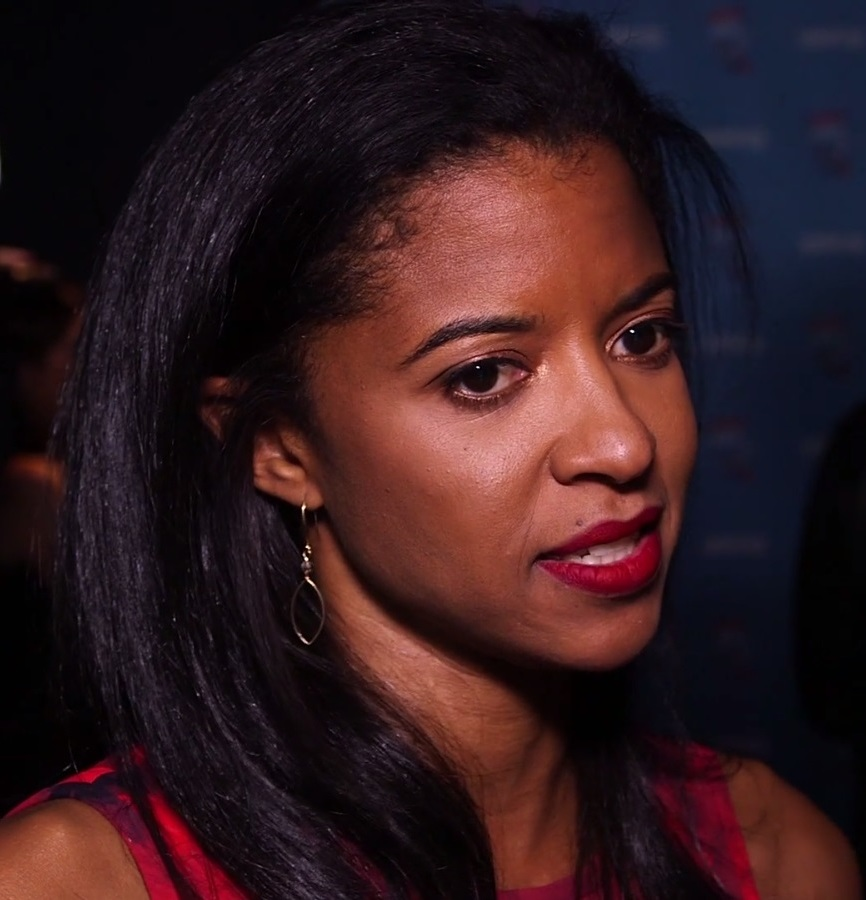
Renée Elise Goldsberry (2016)

Renée Elise Goldsberry (* 2. Januar 1971) ist eine amerikanische Schauspielerin und Sängerin.

## Biografie
Goldsberry wuchs mit drei Brüdern in Houston (Texas) und Detroit (Michigan) auf. Sie besuchte die Cranbrook Kingswood School in Bloomfield Hills, einer reichen Kleinstadt in der Nähe Detroits. Nach dem Abschluss der Highschool studierte sie an der Carnegie Mellon University Schauspiel (theater) und schloss mit einem Bachelor ab. Anschließend absolvierte sie einen Master-Studiengang für Jazz-Gesang (vocal jazz performance) an der University of Southern California.
1995 formte Goldsberry zusammen mit Andreas Geck das Duo Isaac. Mit dem von ihnen gemeinsam geschriebenen Song I Never gewannen sie 1997 den John Lennon Songwriting Contest in der Sparte Rock. Im selben Jahr begann sie als Background-Sängerin zu Vonda Shepard in der Fernsehserie Ally McBeal aufzutreten. Seitdem trat sie im Fernsehen in diversen Serien in Gastrollen auf, unter anderem in Providence (2002), Any Day Now (2002) Star Trek: Enterprise (2002), Life on Mars (2008), Royal Pains (2010), White Collar (2010), Running Wild (2010), The Following (2013) und Masters of Sex (2014).
Bekannt im Fernsehen wurde sie aber vor allem für ihre Darstellung der Evangeline Williamson in der Seifenoper Liebe, Lüge, Leidenschaft (1999–2007) und die Rolle der Staatsanwältin Geneva Pine in der Anwaltsserie Good Wife, die sie von 2010 bis 2016 verkörperte. Von 2018 bis 2020 spielte sie in zwei Staffeln der Science-Fiction-Serie Altered Carbon – Das Unsterblichkeitsprogramm die Rolle der Wissenschaftlerin und Revolutionärin Quellchrist Falconer.
Für ihre Leistung als Angelica Schuyler Church in dem Broadway-Stück Hamilton gewann sie 2016 jeweils den Tony Award und Drama Desk Award als beste Nebendarstellerin in einem Musical. 2015 erschien die Tonaufnahme der Broadway-Inszenierung. Mehrere Lieder mit Goldsberrys Beteiligung wurden in den USA mit Platin- und Goldenen Schallplatten ausgezeichnet. Für die Lieder Non-Stop, Take A Break und It’s Quiet Uptown aus dem Soundtrack zu Hamilton wurde sie mit einer Silbernen Schallplatte, für die Lieder Satisfied und The Schuyler Sisters mit Gold in Großbritannien ausgezeichnet. Auch in der 2020 erschienenen Filmaufnahme des Musicals verkörperte sie Angelica Schuyler Church.
Im Kino war Goldsberry davor in einigen meist kleineren Nebenrollen zu sehen, in der romantischen Komödie All About You (2002) spielte sie eine Hauptrolle.
Goldsberry heiratete 2002 Alexis Johnson, einen Anwalt, und wurde im Mai 2009 Mutter eines Sohnes. 2014 adoptierte das Paar eine Tochter aus Afrika. Goldsberry lebt mit ihrer Familie in New York.

## Werk

### Filmografie (Auswahl)
- 1997–2002: Ally McBeal (Fernsehserie, 43 Folgen)
- 1999–2007: Liebe, Lüge, Leidenschaft (One Life to Live, Fernsehserie, 269 Folgen)
- 2001: Palco & Hirsch
- 2001: All About You
- 2002: Turnaround
- 2008: The Return of Jezebel James (Fernsehserie, 2 Folgen)
- 2008: Deathly Weapon (Pistol Whipped)
- 2010–2016: Good Wife (The Good Wife, Fernsehserie, 23 Folgen)
- 2013: The Following (Fernsehserie, 3 Folgen)
- 2013–2014: Law & Order: Special Victims Unit (Fernsehserie, 3 Folgen)
- 2014: Every Secret Thing
- 2015: Sisters
- 2016: I Shudder
- 2017: The Immortal Life of Henrietta Lacks
- 2018–2020: Altered Carbon – Das Unsterblichkeitsprogramm (Altered Carbon, Fernsehserie, 18 Folgen)
- 2018: Das Haus der geheimnisvollen Uhren (The House with a Clock in Its Walls)
- 2019: Waves
- 2019–2021: Evil (Fernsehserie, 3 Folgen)
- 2019–2021: Fast & Furious Spy Racers (Fernsehserie)
- 2020: Zoey's Extraordinary Playlist (Fernsehserie, 3 Folgen)
- 2020: Hamilton
- 2021–2024: Girls5eva (Fernsehserie)
- 2021: Centaurworld (Fernsehserie, 7 Folgen, Stimme)
- 2022: Anything's Possible
- 2022: She-Hulk: Die Anwältin (She-Hulk: Attorney at Law, Miniserie, 5 Folgen)

### Musicals & Konzerte
- The Color Purple (2005/2006)
- Rent (2008)
- The Lion King
- I'm Getting My Act Together and Taking It On the Road (Encores!, 2013)
- Hamilton (2015/2016)

### Theater
- Good People (2011)
- Zwei Herren aus Verona (2005)
- Verlorene Liebesmüh
- The Baker's Wife
- Wie es euch gefällt

### Diskografie
- 2001: Everything But The Kitchen Sink (als Isaac)
- 2006: Beautiful (EP, 6 Songs)
- 2006: The Color Purple (Broadway-Aufnahme)
- 2015: Hamilton (Broadway-Aufnahme)